# Szalapa
Szalapa is een plaats (község) en gemeente in het Hongaarse comitaat Zala. Szalapa telt 233 inwoners (2001).